# Peramuridae
Peramuridae é uma família de mamíferos que viveu no Jurássico Superior e no Cretáceo Inferior. Eles são considerados cladotérios avançados, intimamente relacionados aos mamíferos terianos como parte de Zatheria.